# Convolvulus fruticulosus
Convolvulus fruticulosus är en vindeväxtart som beskrevs av Louis Auguste Joseph Desrousseaux. Convolvulus fruticulosus ingår i släktet vindor, och familjen vindeväxter. Inga underarter finns listade i Catalogue of Life.